# مارتین کوش
مارتین کوش(زاده ۱۹۵۹) فیلسوف آلمانی، استاد دانشگاه وین است.

## زندگی
مارتین کوش در ۱۹ اکتبر ۱۹۵۹ در شهر لورکوزن آلمان به دنیا آمد. به دلیل باورهای صلح دوستانه نمی‌خواست به خدمت سربازی برود بنابراین می‌بایست در برابر یک کمیته سه نفره از تصمیم خود دفاع می‌کرد. این کمیته سه نفره شامل یک افسر بازنشسته ارتش، یک مرد صاحب پمپ بنزین و یک خانم خانه‌دار می‌شد. وی برای دفاع از تصمیم خود از اخلاق کانتی برای آن‌ها سخن گفت، و در نهایت حکم این کمیته سه نفره این بود که مارتین کوش به لحاظ ذهنی به بلوغ نرسیده‌است. بنابراین کوش برای نرفتن به خدمت سربازی تنها یک راه داشت و آن هم خروج از آلمان بود، وی مدتی را در اسراییل زندگی کرد. کوش مدتی در فنلاند به تدریس پرداخت و سپس به دانشگاه‌های ادینبورگ، کمبریج و وین برای تدریس رفت. وی هم‌اکنون استاد دانشگاه وین است. وی آثارش را به زبان‌های آلمانی، انگلیسی و فنلاندی نگاشته‌است. مارتین کوش با سارا کورتز ازدواج کرده‌است و دارای سه فرزند به نام‌های آنابلا، ماریتا، و فیدولین است.

## فلسفه
مارتین کوش ابتدا به فلسفه هگل، هوسرل، و هایدگر علاقه داشت و چندین مقاله و کتاب نیز در بررسی آرا این دو فیلسوف نوشته‌است. پایان‌نامه او به بررسی فلسفه زبان از منظر هوسرل، هایدگر و گادامر می‌پردازد. با رفتن به فنلاند به دلیل اینکه در آنجا فلسفه آلمانی مورد استقبال چندانی نبود به مطالعه بروی فلسفه میشل فوکو پرداخت. در این مرحله کوش به جامعه‌شناسی معرفت علاقه‌مند شد و با رفتن به دانشگاه کمبریج با دیوید بلور آشنا شد و در این زمینه به مطالعه و تحقیق مشغول شد. در این دوره یکی از کتاب روانشناسی گری خود را به رشته تحریر درآورد، کتابی که با استقبال چندانی مواجه نشد. در چند سال اخیر بیشتر نوشته‌های او در مورد فلسفه ویتگنشتاین و نسبیت گرایی است. او در کتابی به بررسی پیروی از قواعد که توسط لودویگ ویتگنشتاین مطرح شده‌است می‌پردازد. وی از هواداران تفسیر کریپکی از پیروی از قواعد است. در حال حاضر استاد دانشگاه وین است، و به تدریس فلسفه ویتگنشتاین، نسبیت گرایی و معرفت‌شناسی می‌پردازد.

## آثار به انگلیسی
- Language as Calculus vs. Language as Universal Medium: A Study in Husserl, Heidegger, and Gadamer, Kluwer (1989)
- Foucault's Strata and Fields: A Study in Archaeological and Genealogical Science Studies, Kluwer (1991)
- Psychologism: A Case Study in the Sociology of Philosophical Knowledge, Routledge (1995)
- co-authored with Harry M. Collins, The Shape of Actions: What Humans and Machines Can Do, MIT Press (1998)
- Psychological Knowledge: A Social History and Philosophy, Routledge (1999)
- (ed.), The Sociology of Philosophical Knowledge, Dordrecht: Kluwer (2000)
- Knowledge by Agreement: The Programme of Communitarian Epistemology, Oxford University Press (2002)
- A Sceptical Guide to Meaning and Rules: Defending Kripke's Wittgenstein, Acumen & McGill-Queen's (2006)